# Los Angeles Rams 1989
La stagione 1989 dei Los Angeles Rams è stata la 52ª della franchigia nella National Football League e la 44ª a Los Angeles Con un record di 11-5 la squadra fece ritorno ai playoff per il secondo anno consecutivo, giungendo fino alla finale di conference dove fu eliminata dai San Francisco 49ers futuri vincitori del Super Bowl

## Roster
| Roster dei Los Angeles Rams nel 1989 |
| --- |
| Quarterback - 11 Jim Everett - 9 Mark Herrmann Running Back - 42 Greg Bell - 39 Robert Delpino FB - 43 Cleveland Gary - 44 Gaston Green - 24 Buford McGee Wide Receiver - 83 Flipper Anderson - 81 Ron Brown - 84 Aaron Cox - 80 Henry Ellard Tight End - 81 Pete Holohan - 86 Damone Johnson Offensive Linemen - 67 Duval Love G - 66 Tom Newberry G - 75 Irv Pankey T - 78 Jackie Slater T - 61 Tony Slaton G - 56 Doug Smith C Defensive Linemen - 70 Bill Hawkins DE - 98 Shawn Miller DE - 95 Mike Piel DT - 93 Doug Reed DE - 99 Alvin Wright DT Linebacker - 50 Jim Collins - 51 Brett Faryniarz OLB - 91 Kevin Greene - 59 Mark Jerue - 52 Larry Kelm MLB - 90 Mike McDonald OLB - 60 Mark Messner - 50 Frank Stams - 53 Fred Strickland OLB - 54 Mike Wilcher OLB Defensive Back - 25 Jerry Gray CB - 20 Darryl Henley CB - 28 Cliff Hicks CB - 26 Anthony Newman FS/SS - 22 Vince Newsome FS - 23 Michael Stewart SS Special Team - 5 Dale Hatcher P - 1 Mike Lansford K       |
| Legenda - I rookie sono in corsivo. - Il primo ruolo è il principale mentre gli eventuali successivi indicano i ruoli secondari. - (IR) sta per Injured Reserve ed indica la lista ristretta per un solo giocatore infortunato che può tornare ad allenarsi dopo la settimana 6 e a rientrare in prima squadra dopo che questa ha giocato 8 partite. - (NF-Inj.) / (NF-Ill.) stanno rispettivamente per Non-Football Injured e Non-Football Illness ed indicano le liste dove viene inserito un giocatore che ha un infortunio o una malattia non dipendente dal football americano. - (PUP) sta per Physically Unable to Perform ed indica la lista dove viene inserito un giocatore mentre è in attesa di recuperare la condizione fisica. Nella stagione regolare dopo la sesta partita giocata dalla propria squadra, il giocatore ha tempo tre settimane per riprendere ad allenarsi, più tre settimane aggiuntive dal suo rientro agli allenamenti per rientrare in prima squadra. |

## Calendario
| Stagione regolare |                         |           |      |           |        |
| Turno             | Avversario              | Risultato | Rams | Avversari | Record |
| 1                 | at Atlanta Falcons      | V         | 31   | 21        | 1–0    |
| 2                 | Indianapolis Colts      | V         | 31   | 17        | 2–0    |
| 3                 | Green Bay Packers       | V         | 41   | 38        | 3–0    |
| 4                 | at San Francisco 49ers  | V         | 13   | 12        | 4–0    |
| 5                 | Atlanta Falcons         | V         | 26   | 14        | 5–0    |
| 6                 | at Buffalo Bills        | S         | 20   | 23        | 5–1    |
| 7                 | New Orleans Saints      | S         | 21   | 40        | 5–2    |
| 8                 | at Chicago Bears        | S         | 10   | 20        | 5–3    |
| 9                 | at Minnesota Vikings    | S         | 21   | 23        | 5–4    |
| 10                | New York Giants         | V         | 31   | 10        | 6–4    |
| 11                | Phoenix Cardinals       | V         | 37   | 14        | 7–4    |
| 12                | at New Orleans Saints   | V         | 20   | 17        | 8–4    |
| 13                | at Dallas Cowboys       | V         | 35   | 31        | 9–4    |
| 14                | San Francisco 49ers     | S         | 27   | 30        | 9–5    |
| 15                | New York Jets           | V         | 38   | 14        | 10–5   |
| 16                | at New England Patriots | V         | 24   | 20        | 11–5   |

## Classifiche
| NFC West               |    |    |   |      |     |      |     |     |     |
|                        | V  | S  | P | %    | DIV | CONF | PF  | PS  | STR |
| San Francisco 49ers(1) | 14 | 2  | 0 | .875 | 5–1 | 10–2 | 442 | 253 | W5  |
| Los Angeles Rams(5)    | 11 | 5  | 0 | .688 | 4–2 | 8–4  | 426 | 344 | W2  |
| New Orleans Saints     | 9  | 7  | 0 | .563 | 3–3 | 5–7  | 386 | 301 | W3  |
| Atlanta Falcons        | 3  | 13 | 0 | .188 | 0–6 | 1–11 | 279 | 437 | L7  |